# Luxurious
Luxurious è una canzone della cantante statunitense Gwen Stefani. È il quinto singolo estratto dall'album Love. Angel. Music. Baby. del 2004. La canzone scritta da Gwen Stefani e Tony Kanal, comprende campionamenti di Between the Sheets degli Isley Brothers del 1983. Il testo della canzone parla del desiderio di essere "ricchi" (da cui il titolo, "Lussuoso") in amore. Nella canzone, i primi versi in francese sono interpretati da Gavin Rossdale, all'epoca marito della Stefani. Nella versione video è presente il featuring con Slim Thug, mentre in quella dell'album la strofa rap di Slim Thug è sostituita da una cantata sempre dalla Stefani. Il brano ha ricevuto critiche miste dagli estimatori di musica, che l'hanno definito meno memorabile dei suoi singoli precedenti.

## Descrizione
Stefani ha sofferto una crisi emotiva a causa delle sue difficoltà nel collaborare con altri artisti e autori, per cui Tony Kanal, il bassista dei No Doubt, l'aveva invitata a casa sua. Kanal stava allora lavorando ad un brano, Crash, che sarebbe poi divenuto il sesto singolo del disco. Purtroppo i due non sono riusciti a scrivere niente perché entrambi avevano un'idea differente della musica che avrebbero voluto creare. Stefani ha infatti confessato che "era molto frustrante ed imbarazzante sedersi lì e pensare che avremmo potuto scrivere brani".
Dopo che Stefani e Kanal ebbero finito di scrivere Luxurious, hanno visitato il produttore discografico Nellee Hooper che ha consigliato di inserire un sample di Between the Sheets degli Isley Brothers. Il brano era stato già scelto come sample per numerosi pezzi. Stefani era riluttante ad usare il sample perché avrebbe significato perdere molti diritti pubblici sul brano. Nonostante tutto, ha poi deciso di usarlo perché "calzava alla perfezione".

## Accoglienza
Il brano ha ricevuto recensioni miste dai critici musicali. Bill Lamb da About.com ha dichiarato che "se Madonna stesse decidendo di lasciare il suo titolo di Material Girl, Gwen Stefani sarebbe felice di indossarlo egregiamente", ma ha considerato che "le cose che sta indossando sono poche, e questa canzone non ha il sorprendente impatto di Rich Girl e Hollaback Girl". Sam Shepherd da musicOMH ha ribattuto la stessa tesi, sostenendo che "Luxurious è tutt'altro che una brutta canzone, ma è leggermente banale in confronto ai singoli che l'hanno preceduta".

## Video musicale
Il video di Luxurious è stato girato da Sophie Muller e vede la Stefani, accompagnata dalle Harajuku Girls, passare da un centro estetico ad una gioilleria, per concludere ad una festa all'aperto. Alternata a queste sequenze vediamo la cantante colpire una piñata, e poi cantare sdraiata in un tappeto di caramelle. Durante la parte rap di Slim Thug, il rapper è accompagnato dalla coreografia, alternativamente, o di Gwen Stefani o di due Harajuku Girls.
Per il videoclip, ispirato alla cultura Chola (messicano-statunitense), la Stefani è stata accusata di appropriazione culturale.

## Tracce
- Canadian 2-track CD Single

1. Luxurious (Album Version) - 4:25
2. Luxurious (This Is How We Roll Edit Featuring Slim Thug) - 4:04

- Canadian/European/UK Enhanced CD Single

1. Luxurious (Album Version) - 4:25
2. Luxurious (This Is How We Roll Edit Featuring Slim Thug) - 4:04
3. Cool (Richard X Remix) - 6:36
4. Luxurious (Video) - 4:09

- U.S. 12" Vinyl Single

A-Side
1. Luxurious (Album Version) - 4:25
2. Luxurious (Remix Featuring Slim Thug) - 4:22

B-Side
1. Luxurious (A Cappella) - 4:25
2. Luxurious (Instrumental) - 4:26

## Classifiche
| Classifica (2005)                     | Posizione massima |
| ------------------------------------- | ----------------- |
| Regno Unito                           | 44                |
| U.S. Billboard Hot 100                | 21                |
| U.S. Billboard Pop 100                | 13                |
| U.S. Billboard Top 40 Mainstream      | 10                |
| U.S. Billboard Rhythmic Top 40        | 9                 |
| U.S. Billboard Hot R&B/Hip-Hop Songs  | 33                |
| U.S. Billboard Hot Adult Contemporary | 34                |

| Classifica (2006) | Posizione massima |
| ----------------- | ----------------- |
| Australia         | 25                |
| Austria           | 66                |
| Canada            | 10                |
| Paesi Bassi       | 31                |
| Finlandia         | 2                 |
| Germania          | 65                |
| Irlanda           | 34                |
| Italia            | 31                |
| Svizzera          | 31                |